# Antônio Dias
Antônio Dias est une municipalité brésilienne de l'État du Minas Gerais et la Microrégion d'Ipatinga.